# Ardiente secreto
Ardiente secreto (en alemán: Brennendes Geheimnis) es una novela de Stefan Zweig. La obra fue publicada por primera vez en 1911 editada por Insel Verlag. Después fue incluida en varios recopilatorios, como por ejemplo en Vier Geschichten aus Kinderland.

## Sinopsis
Un joven aristócrata (presentado simplemente como "el barón") parte al collado austríaco de Semmering de vacaciones. Allí no encuentra a ningún conocido de la sociedad y se siente aburrido, hasta que observa en el hotel donde se aloja a una atractiva mujer judía, Matilde, a cuya confianza accede acercándose inicialmente a su hijo de 12 años, Edgar. Una vez trabada amistad con la madre, el barón se desentiende del niño. 
A partir de este momento se desarrolla una relación triangular de seducción entre el barón y la madre, de celos entre el niño y su madre, y de odio entre el niño y el barón. El niño no comprende la fuerza que acerca a los adultos, al que describe para sí como un secreto que le es vedado por su edad y que debe descubrir. Por una parte entiende, siguiendo las convenciones morales de la época, que el interés del barón por su madre tiene un carácter "agresivo" u "hostil". Por otro, Zweig hace aparecer los celos entre los sentimientos del niño en una alusión implícita al concepto de complejo de Edipo (que Freud había desarrollado en 1908). 
El niño decide seguir a la pareja durante un paseo nocturno. Edgar finalmente ataca al barón en el momento en que su madre parece rechazarlo en camino al dormitorio de este. Para evitar el escándalo, el barón deja Semmering y la madre exige de Edgar una disculpa escrita al barón, a lo que este se niega. Edgar escapa y viaja solo en tren a Baden bei Wien, donde pretende refugiarse en casa de su abuela. Su madre lo sigue. Al llegar también su padre y reclamar una explicación, Edgar oculta lo sucedido, responsabilizándose de su conducta, y se reconcilia así con su madre por medio del secreto que comparten. 
Zweig describe con gran sutileza el desarrollo de la personalidad del niño y su relación con su madre y con el barón. Ataca a la estructura social de la época haciendo aparecer al barón como totalmente indiferente a la familia indefensa que la madre y el niño representan con tal de obtener a la madre y traicionando a la amistad infantil que el niño le profesa. Por otra parte, da a la madre un toque de inmoralidad (según la época), dado que cede a los avances del barón y deja de lado a su hijo por su amante, que termina resultando, con la reconciliación final, en simple debilidad y humanidad. Por otro lado, utiliza la inocencia del niño, haciendo que represente un papel absolutamente recto y moral, para criticar la inflexibilidad deshumanizada e infantil de la moral imperante, que al mismo tiempo permite que el autor explicite su carácter humanista para exigir comprensión con las debilidades humanas.
La infidelidad no consumada de la madre, su posterior arrepentimiento buscando a su hijo y el hecho de que finalmente este oculta los hechos al padre hacen pensar que Zweig no pretende una superación total de la moral y que condena la infidelidad en el matrimonio (en este sentido ver Veinticuatro horas en la vida de una mujer).

## Acogida de la crítica
La obra agotó rápidamente la primera edición, una tirada de 10 000 ejemplares, en el primer año de publicación. Los críticos contemporáneos elogiaron la novela. Incluso escritores como Hermann Hesse reconocieron su valor. 
La perspectiva de Zweig sobre los cambios psicológicos y la sensibilidad de Edgar en su paso al mundo de los adultos eran hace un siglo una temática literaria novedosa. Zweig recibe las influencias de sus contemporáneos, Sigmund Freud y Arthur Schnitzler. La situación de los niños en el conflicto generacional con las normas de los adultos, puede interpretarse como una metáfora de la transición del orden social establecido en el fin del siglo XIX al del nuevo siglo, en vísperas de la Primera Guerra Mundial. 
En los años siguientes, la novela se extendió cada vez más y tuvo una tirada de 170 000 ejemplares. Como el resto de las obras de Zweig, en 1933 fueron incluidas en las listas de los nazis para la quema de libros. Ardiente Secreto tuvo que ser editada más tarde desde Viena. Desde 1938, ni siquiera esto sería posible.

## Cine
En 1933, Robert Siodmak dirigió una película alemana, basada en la novela y titulada Brennendes Geheimnis, exactamente el mismo título que la novela original, con Alfred Abel y Hilde Wagener en los papeles principales.
En 1956, un año después de su primera película Stanley Kubrick presentó una secuencia de comandos para la filmación de la novela, pero el proyecto nunca se realizó. Los temas de sentimientos de confusión entre sueño y realidad, violencia y erotismo, etc. los trabajó Kubrick en su película Eyes Wide Shut. 
Andrew Birkin, un asistente de toda la vida de Stanley Kubrick retomó el asunto y en 1988 filmó «Secreto en llamas» (Burning Secret, en inglés), dirigida por Andrew Birkin, con Klaus Maria Brandauer en el papel del barón y Faye Dunaway como Matilda.